# Пхагмо Друпа Дордже Гялпо
Пхагмо Друпа Дордже Гялпо (1110 – 1170) е будистки учител от школата Кагю на Тибетския будизъм. Той е един от тримата главни ученици на Гампопа, установил Дагпо Кагю в Тибет. Пхагмо Друпа е ученик също така и на Сачен Кунга Нингпо (1092 – 1158), един от основателите на школата Сакя. Пхагмо Друпа е по-голям брат на Катог Дампа Дешек (1122 – 1192), който е основал манастира Катог, както и самия клон Катог на школата Нингма. 

## Биографични детайли
През 1158 Дордже Гялпо построява център за медитационно уединение в местността Пхагмо Друпа в хвойновите гори на Недонг в долината на река Цангпо или Брахмапутра. По-късно, когато славата му се разпространила и около него се събрират ученици мястото се разраства за да стане главно монашеско средище Денца Тел на Пхагмо Друпа Кагю, обикновено съкращавано на Пхагдру Кагю или една от четирите големи школи в рамките на приемствеността Дагпо Кагю на тибетския будизъм.

## Семейството на Пхагмодрупите
След смъртта на Пхагмо Друпа Дордже Гялпо, неговият главен ученик Джигтен Гонпо Ринчен Пал определя Ченга Дракпа Джунгне за абат на Денца Тел. През 1253, когато Кубилай Хан дава на Сакяпите временно властта над Тибет, Дордже Пел, брат на Ченга Дракпа Джунгне е определен за Трипон (мириарх – владетел на 10000) на околностите на Недонг. Оттогава насетне Трипон, който бил монах и се предполагало да председателства както местното правителство на Недонг, така и в качеството си на абат да управлява Денца Тел. Братята на Трипон се оженили за да продължат семейната линия от чичо към племенник. Тъй като Трипоните на Недонг били и абати на манастира основан от Пхагмо Друпа, а също и глава на Пхагдру Кагю традицията, те стават известни като Пхагдру Трипон.
През 1322 Тай Ситу Джангчуб Гялцен (1302 – 1364) става Пхгадру Трипон на Недонг. След битка със съседния мириарх Тай Ситу бива освободен от титлата си на Трипон от Пончен Гялва Зангпо, управляващ по това време Тибет владетел от Сакя. По-късно Ситупа успява да възстанови позицията си и в крайна сметка да свали от власт владетелите на Сакя. Така той става владетел на Централен Тибет през 1354 (преди династията Мин да се установи в Китай през 1368). Властта остава в ръцете на семейство Пхагмодру до 1434 година.